# Des Goldes Fluch
Des Goldes Fluch ist ein deutsches Stummfilmdrama aus dem Jahre 1917 von Richard Oswald nach einer literarischen Vorlage von August Strindberg.

## Handlung
Im Jahre 1732. Bernhard Gruber, ein verbitterter Sonderling, hinterlässt in seinem Testament einen Betrag von 1000 Talern. Er macht jedoch zur Bedingung, dass das Geld erst an einem bestimmten Tage 180 Jahre später, also im Jahre 1912 ausgezahlt werden dürfe.
Im Jahre 1912. Der Notargehilfe Peter Oblinsky findet eines Tages das uralte Testament. In den 180 Jahren ist der gut angelegte, kleine Betrag von 1000 Talern auf ein Millionenvermögen angewachsen. Der Notariatsschreiber beschließt, ohne zu wissen, dass auf dem letzten Willen des alten Gruber ein schrecklicher Fluch für die nachkommenden Erben lastet, sich das Geld unter den Nagel zu reißen.
Oblinsky ermittelt die vier in Frage kommenden Erben: Es handelt sich dabei um einen direkten Nachfahren, den Arbeiter Gruber, einen Fabrikbesitzer namens Greven, den Zuchthäusler Graf und eine leichtlebige Dame namens Lola Bartel. Jene Frau scheint ihm als Komplizin ideal, ist sie doch ebenfalls nicht gerade mit Skrupel behaftet. Mit Lolas Hilfe wird ein rechtmäßiger Erbe nach dem anderen aus dem Weg geräumt.
Doch auch jetzt hat Oblinskys Geldgier noch kein Ende gefunden. Warum eigentlich soll er mit Lola teilen? Schließlich schlägt er sie nieder, um nunmehr in den alleinigen Besitz der gesamten Summe von 15 Millionen Talern zu kommen. Doch seine von Skrupellosigkeit und Geldgier vergiftete Seele hat bereits längst Schaden genommen, und so verbrennt Oblinsky, vom Wahnsinn gezeichnet, all das zusammengestohlene Geld.

## Produktionsnotizen
Der zum Jahresbeginn 1917 gedrehte, fünfaktige Film mit einer Länge von 1813 Metern wurde am 25. Mai 1917 im Berliner Tauentzienpalast uraufgeführt. In Österreich-Ungarn, wo der Film eine Länge von etwa 1700 Metern besaß, fand er seine Erstaufführung am 22. Februar 1918.
„Des Goldes Fluch“ wurde vom Filmarchiv Austria in einer restaurierten Fassung neu herausgebracht.

## Kritiken
In Paimann’s Filmlisten ist zu lesen: „Stoff sehr phantastisch. Spiel, Photos und Szenerie sehr gut“.
In stummfilm.at heißt es: „Des Goldes Fluch ist ein Film um das Thema der materiellen Gier als Triebfeder alles Bösen. Doch Oswald kümmert sich weder in der monströsen Handlung noch in den Bildern um eine phantastische Herauskehrung des Dämonischen. Sein Mephisto ist ein charmanter, zwar etwas biederer, aber alle seine Verbrechen planvoll vorbereitender kleiner Angestellter“.
film.at kommt zu folgendem Schluss: „Oswald schlägt eine kühne Brücke zwischen dem mittelalterlichen und dem modernen, in seinem Streben nach Geld alle Familienbande verhöhnenden Materialismus. Doch am Ende geht der betrogene Betrüger an seiner eigenen Perfidie zugrunde.“